# Enrico Maria Chiappo
Enrico Maria Chiappo (Torino, 17 gennaio 1892 – Torino, 24 febbraio 1961) è stato un paroliere, compositore e editore italiano.
Fu anche commediografo, autore e traduttore di testi, a volte usando lo pseudonimo "Klaviermaker" (che in tedesco significa "costruttore di pianoforti", che era l'attività dell'azienda di famiglia).

## Biografia
Appartenente a una nota famiglia di fabbricanti di pianoforte, che nel 1851 era anche entrata nel campo delle edizioni musicali, iniziò l'attività di paroliere nel primo dopoguerra.
Nello stesso periodo, nell’auditorium del negozio di strumenti musicali di famiglia, nel 1926 si effettuarono le prime trasmissioni radiofoniche dell'Uri.
Nel 1929 scrisse, ispirandosi alla commedia del 1911 Addio Giovinezza! di Sandro Camasio e Nino Oxilia, la canzone Lo studente passa, su musica del compositore argentino Julio Cesar Ibanez, che ebbe numerose incisioni (in Italia fu incisa da Crivel e Daniele Serra tra gli altri e, in una versione strumentale, dal gruppo Jazz Sinfonico Mascheroni nel 1931) e che fu tradotta anche in tedesco.
Nel 1938 la sua canzone ''Amore lontano, su musica di Felice Montagnini di Mirabello, venne inserita nella colonna sonora del film di Paul Verhoeven Mia moglie si diverte.
Nella seconda metà degli anni '30 scrisse alcuni successi per il Trio Lescano, tra cui Guarany Guaranà (1936), Contemplazione (1936), Bel moretto (1936), Topolino al mercato (1936), Cuori sotto la pioggia (1937).
Nel secondo dopoguerra continuò l'attività fino alla scomparsa, diventando commendatore.